# Akácie

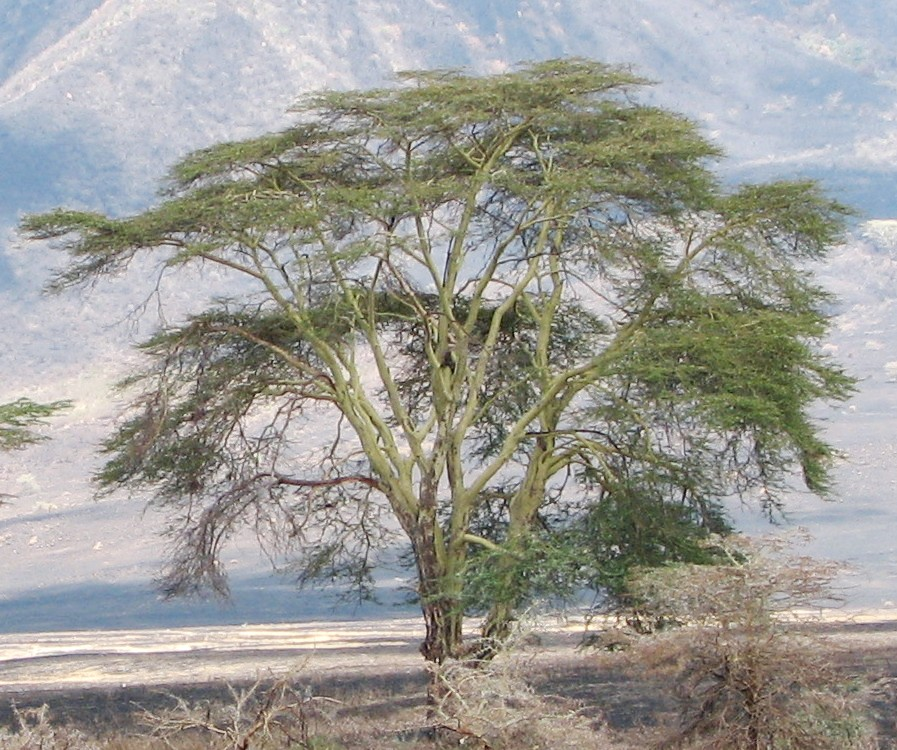
Africká akácie Acacia xanthophloea

Akácie (Acacia), česky též kapinice, je rod rostlin z čeledi bobovité. Jsou to keře, stromy nebo i liány s dvakrát zpeřenými listy. Řada druhů má listy s rozšířeným, plochým řapíkem a bez čepele. Květy jsou drobné, bílé nebo žluté, uspořádané v kulovitých klubkách nebo podlouhlých hroznech.
Akácie rostou v tropech a subtropech téměř celého světa v počtu asi 1200 druhů. Nejvíce druhů se vyskytuje v Austrálii. Některé druhy jsou v tropech a subtropech pěstovány jako okrasné dřeviny a lze se s nimi setkat i ve Středomoří. Akácie mají využití v medicíně, některé druhy poskytují trvanlivé dřevo, gumy, třísloviny nebo parfémové silice.
V současné taxonomii byl rod akácie na základě fylogenetických studií rozdělen na celkem 5 samostatných rodů: Acacia, Acaciella, Senegalia, Mariosousa a Vachellia.

## Popis
Akácie jsou keře a stromy, řidčeji i dřevnaté liány. Mnohé druhy mají nápadné trny, vzniklé přeměnou palistů. Listy jsou dvojnásobně zpeřené, složené z drobných a většinou vstřícných, krátce řapíčkatých až přisedlých lístků. U mnohých druhů je čepel listů redukovaná a asimilační funkci přebírá plochý rozšířený řapík (tzv. fylodie), takže listy vyhlížejí jako jednoduché, s paralelní žilnatinou. Palisty bývají drobné a opadavé nebo přeměněné v trny. Na řapíku a někdy i na vřetenu listu bývají přítomny žlázky (extraflorální nektária). Květy jsou drobné, oboupohlavné nebo samčí a oboupohlavné, bílé, žluté nebo krémové, uspořádané v hustých válcovitých klasech nebo kulovitých klubkách. Tato květenství vyrůstají buď ve svazcích v úžlabí listů nebo jsou uspořádaná v bohatých vrcholových latách. Kalich je trubkovitý nebo zvonkovitý, se 4 nebo 5 cípy. Koruna je trubkovitá, nálevkovitá až zvonkovitá, 4 nebo 5-četná. Tyčinek je mnoho, jsou nápadné, vyčnívající z květu, volné nebo pouze na bázi srostlé. Semeník je přisedlý nebo stopkatý. Plody jsou velmi různorodé, pukavé nebo nepukavé, rovné nebo zakřivené. Semena bývají oválná až podlouhlá, více či méně zploštělá, s tvrdým osemením, bezkřídlá, obvykle bez míšku.

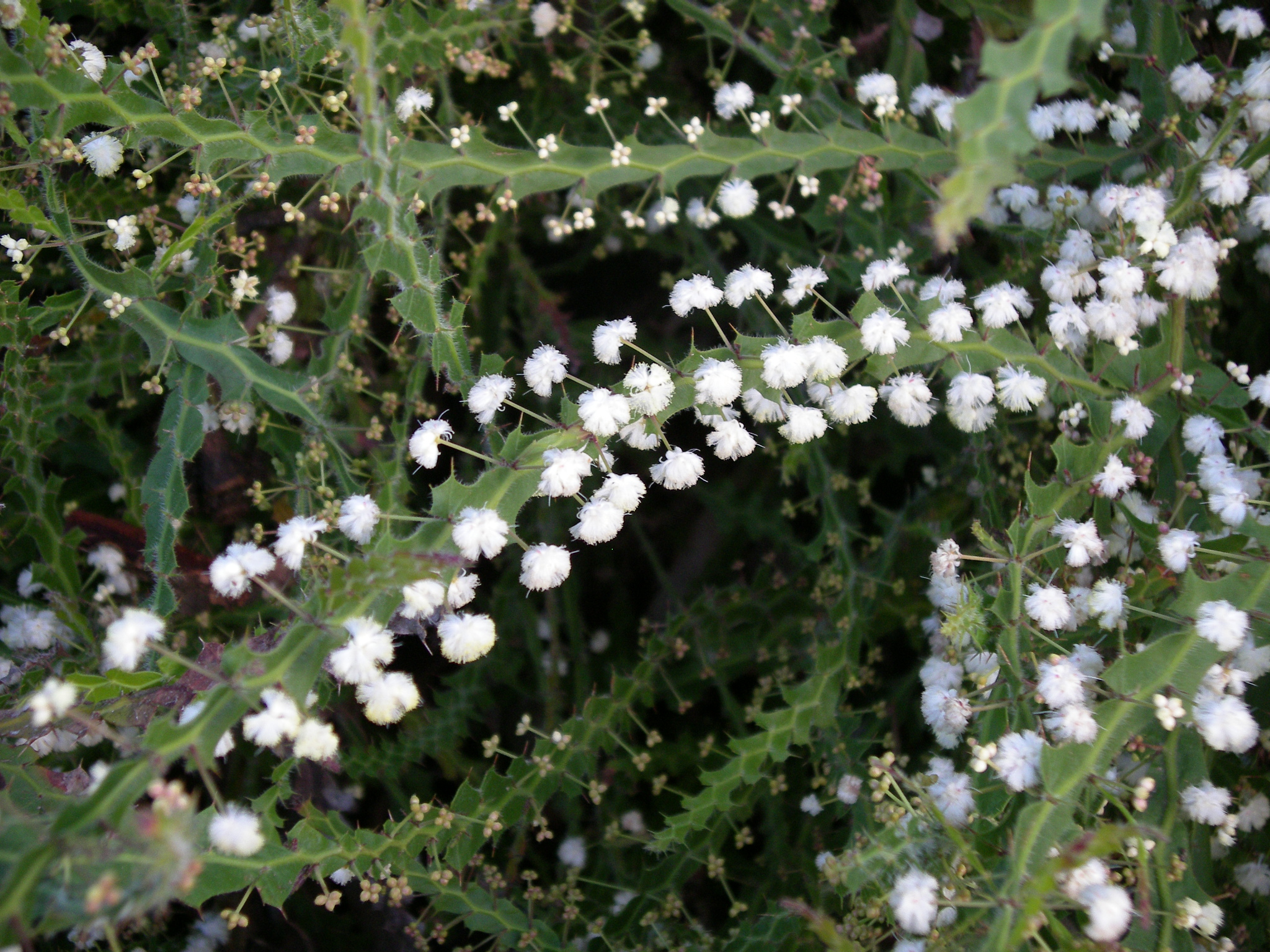
Kvetoucí Acacia alata s bizarními fylódii
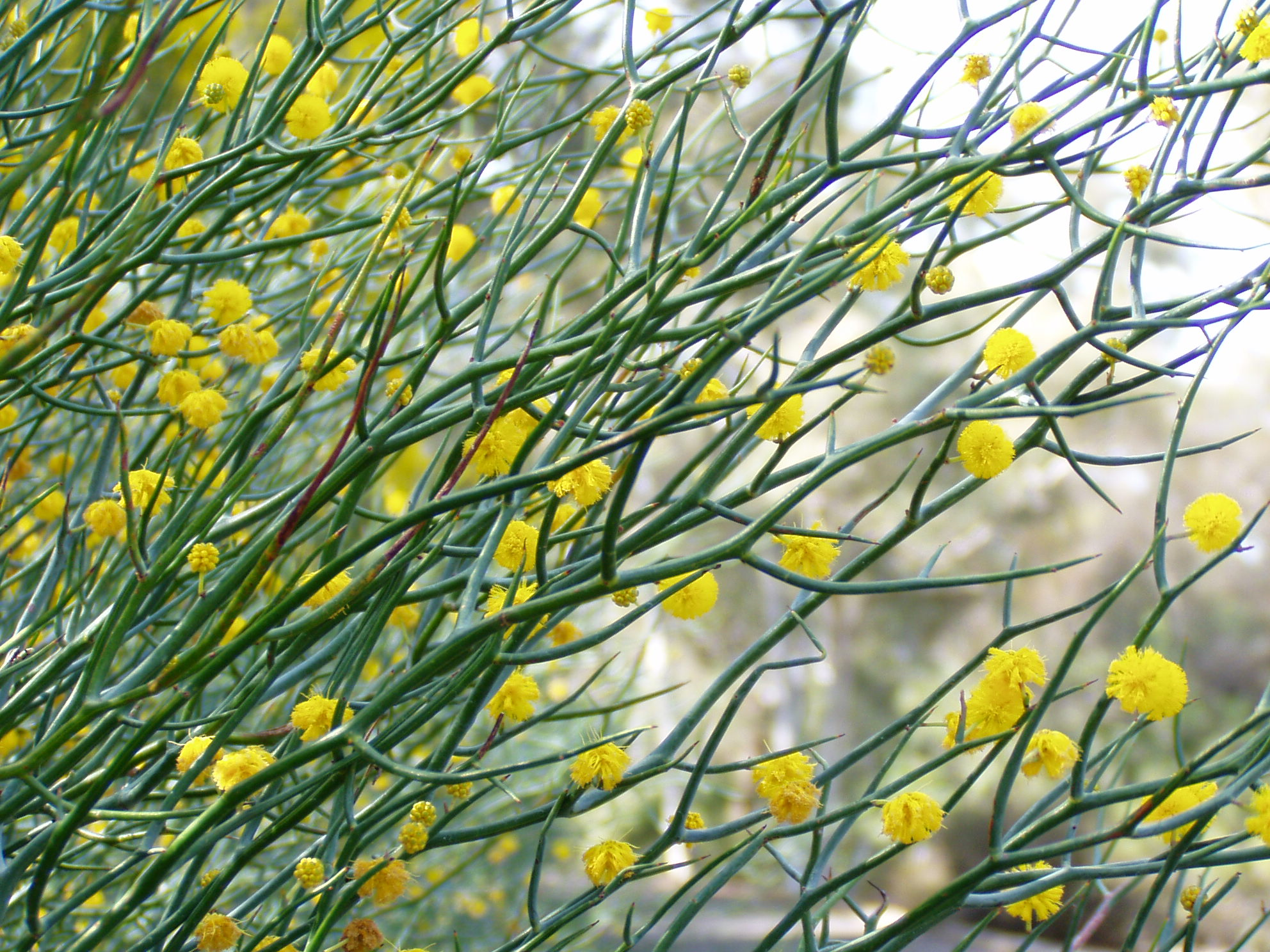
Kvetoucí Acacia aphylla
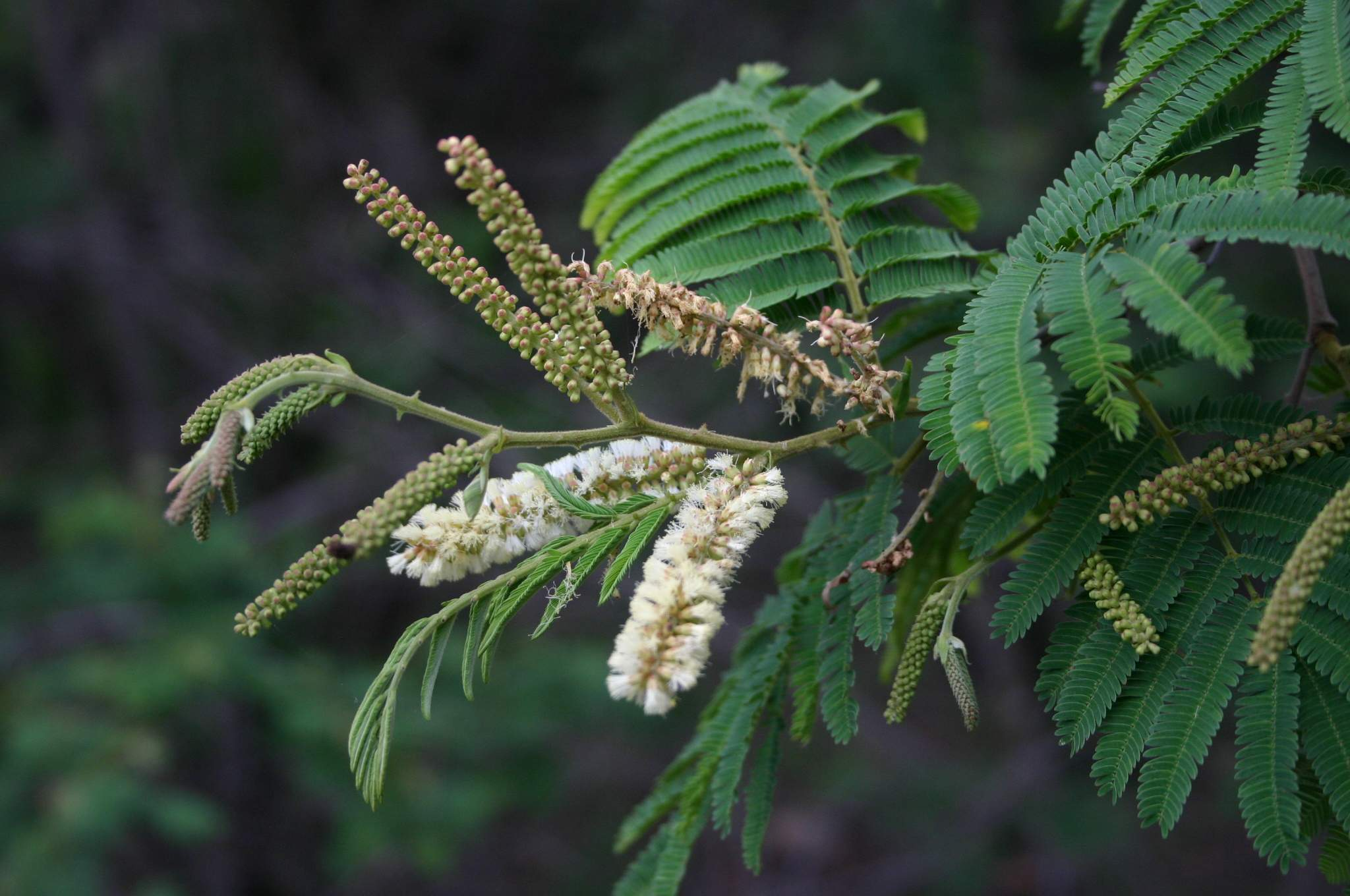
Klasovité květenství Acacia ataxacantha
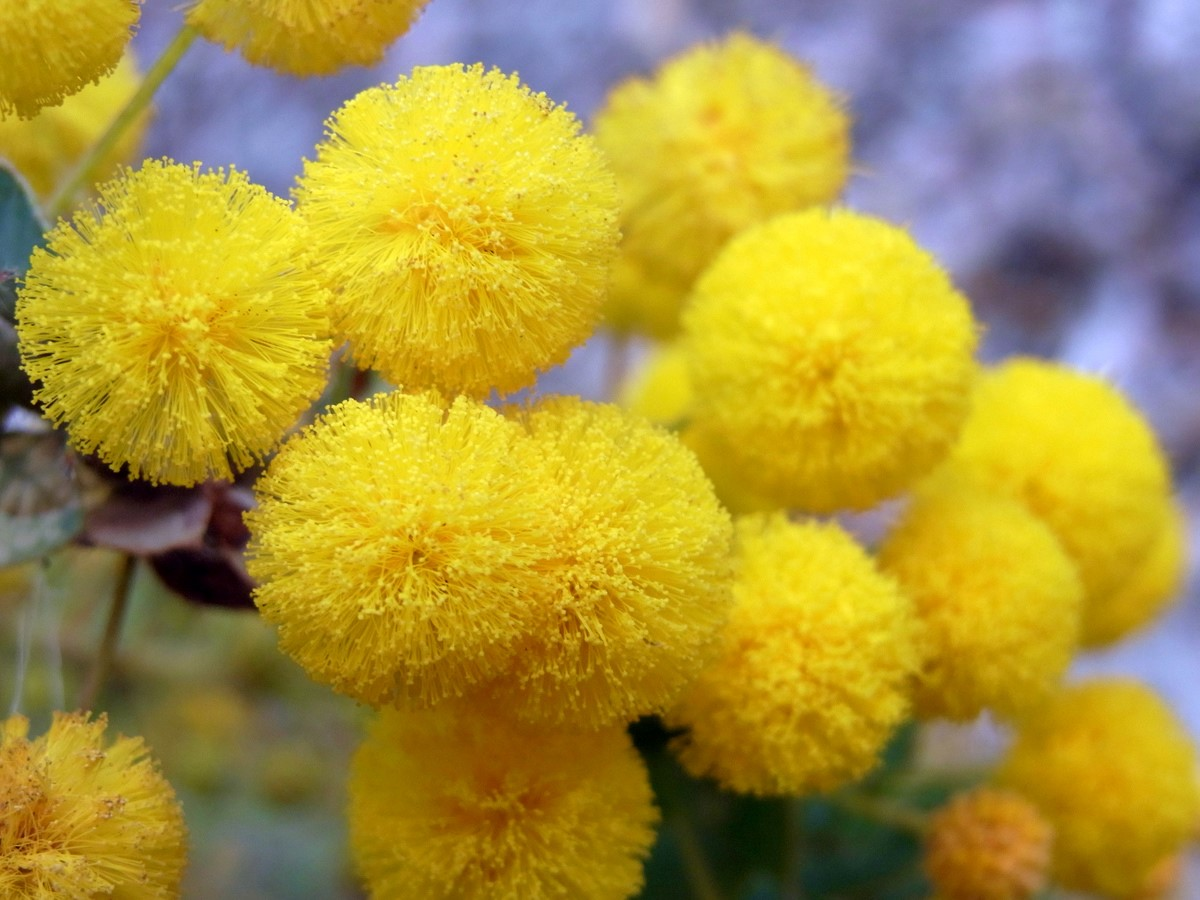
Detail kulovitých květenství Acacia cremiflora
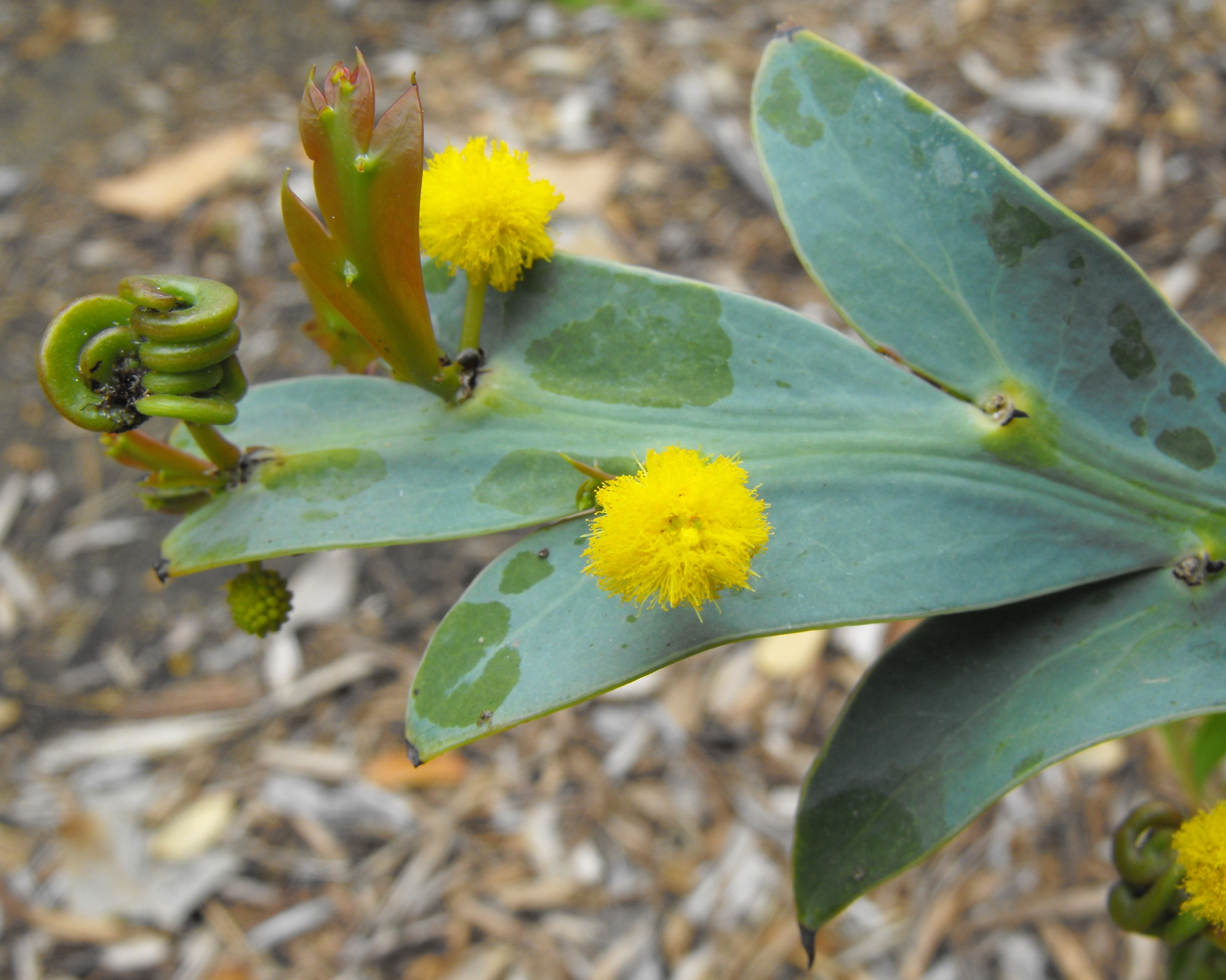
Acacia glaucoptera
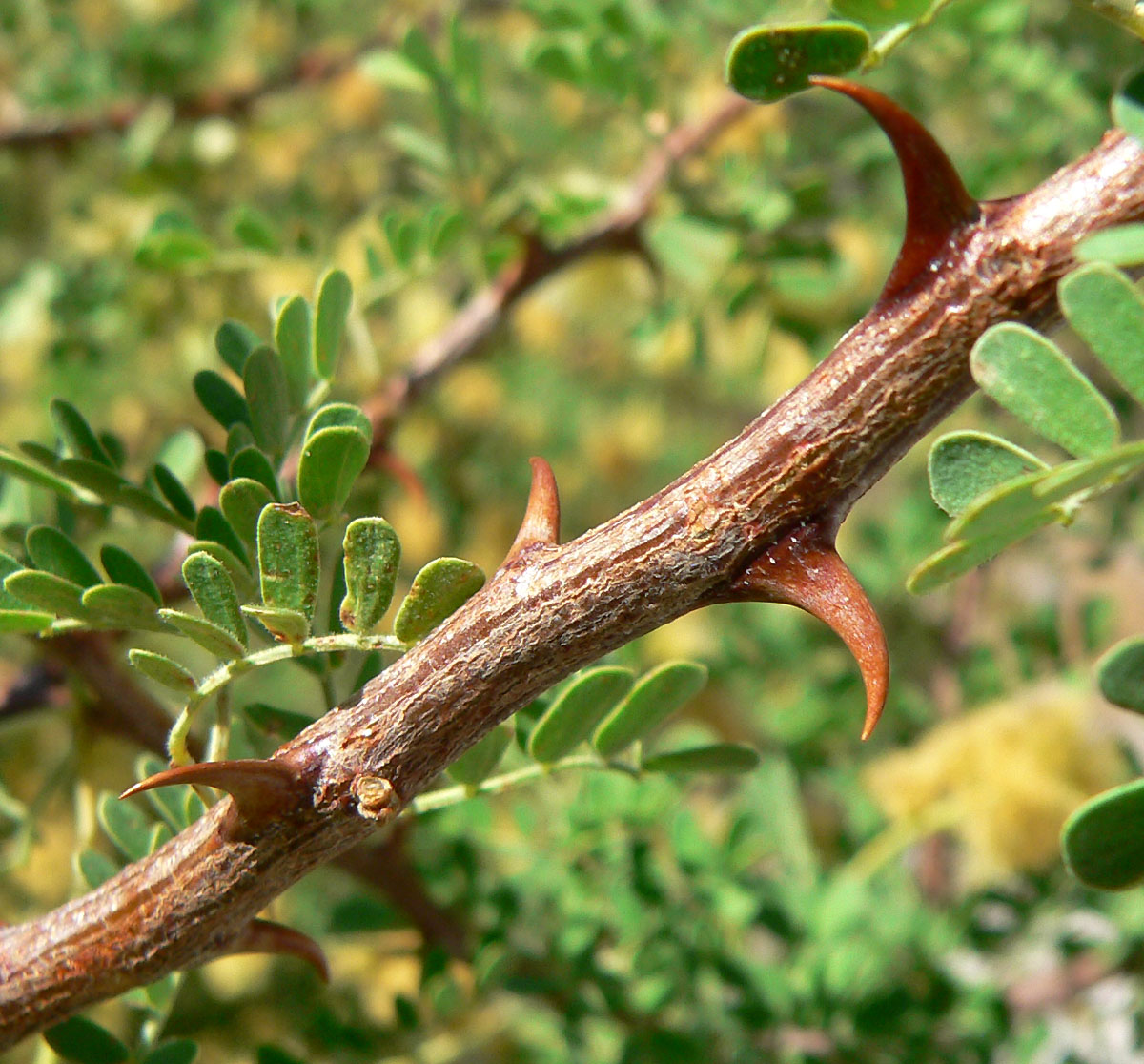
Detail trnů Acacia greggii

## Rozšíření
Rod akácie zahrnuje asi 1200 až 1300 druhů. Je to druhý nejobsáhlejší rod bobovitých. Akácie jsou rozšířeny v tropech a subtropech po celém světě, zejména však na jižní polokouli. Centrum druhové diverzity je v australské oblasti, kde roste celkem asi 900 druhů akácií. Akácie je v tomto regionu druhově nejbohatší rod cévnatých rostlin. Největší druhová pestrost je v semiaridních oblastech jihozápadní Austrálie a ve východní Austrálii, kde dominují druhy z podrodu Phyllodineae. Z Ameriky je uváděno asi 270 druhů akácií, z Afriky asi 130, z Madagaskaru asi 100 a z Asie asi 55 druhů.
V evropské květeně není žádný druh akácie původní. Některé australské a v menší míře i africké či americké druhy jsou vysazovány ve Středomoří jako okrasné dřeviny.
Akácie vyhledávají otevřená, slunná stanoviště. Rostou zejména na březích řek, v monzunových lesích, na mýtinách ve stálezeleném tropickém lese, na savanách a v suchomilné keřové vegetaci. Často tvoří významnou součást daných rostlinných společenstev. Preferují dobře propustné půdy v nižších nadmořských výškách do 800 metrů nad mořem.

## Ohrožené druhy
V Červeném seznamu ohrožených druhů IUCN jsou jako kriticky ohrožené uvedeny 4 druhy akácií: Acacia belairioides a Acacia roigii z Kuby, Acacia mathuataensis z ostrova Vanua Levu v souostroví Fidži a Acacia anegadensis z ostrova Anegada v souostroví Panenské ostrovy. V kategorii ohrožených je vedeno celkem 9 druhů pocházejících z Austrálie, tropické Ameriky (zejména z Kuby) a Madagaskaru.

## Taxonomie
Rod Acacia byl popsán v roce 1754 Philipem Millerem. Od té doby sem bylo zařazeno množství nově popisovaných druhů, řazených dnes do zcela jiných rodů. V roce 1842 George Bentham jasně stanovil limity tohoto rodu, mezi které náleželo zejména množství volných tyčinek v květu. V roce 1875 pak publikoval celosvětovou klasifikaci akácií, která byla v platnosti téměř 100 let.

### Klasická taxonomie akácií
Rod Acacia byl v taxonomii bobovitých řazen do samostatného tribu Acacieae, obsahujícího jediný rod. V některých systémech byl do tribu Acacieae řazen ještě africký monotypický rod Faidherbia. Rod Acacia byl dále tradičně členěn na 4 podrody: Acacia, Aculeiferum, Phyllodineae a Filicinae, případně na 3 podrody, pokud byly Filicinae brány jako sekce v rámci podrodu Aculeiferum. V taxonomii akácií, jejich příbuzenských vztahů s ostatními triby bývalé podčeledi Mimosoideae stejně jako v jejich vnitrorodovém členění panovaly dlouho nejasnosti. V roce 1986 Pedley základním 3 podrodům (Acacia, Aculeiferum, Phyllodineae ) přidělil úroveň rodů a rod Acacia tak rozdělil na tři nové rody: Acacia, Senegalia a Racosperma. Toto řešení však nebylo všeobecně přijato.

### Nová taxonomie akácií
Několika molekulárními kladistickými studiemi, z nichž první vyšla v roce 1995, bylo potvrzeno, že rod Acacia v klasickém pojetí není monofyletický. Jednotlivé vývojové linie akácií, jak je ukazují fylogenetické studie, jsou dokonce rozesety v několika různých tribech bývalé podčeledi Mimosoideae. Na základě těchto studií byl rod Acacia rozdělen na celkem 5 samostatných rodů: Acacia s. str., Acaciella, Mariosousa, Senegalia a Vachellia. Výzkum však stále není dovršen a jsou indicie, že rod Senegalia není ani v současném pojetí monofyletický. Také není dosud známo nové rozdělení této části podčeledi Caesalpinioideae do tribů. Většina zdrojů poskytujících taxonomické informace (např.) tyto změny dosud nereflektuje.
Typovým druhem, na jehož základě byl rod Acacia popsán, je Acacia nilotica. Tento druh se po rozdělení rodu Acacia ocitl ve skupině čítající pouze asi 160 druhů (bývalý podrod Acacia), která by měla podle pravidel botanické nomenklatury nést rodové jméno Acacia, zatímco pro největší skupinu čítající téměř 1000 vesměs australských druhů akácií (bývalý podrod Phyllodineae) bylo k dispozici jméno Racosperma. Záležitost byla řešena na dvou botanických kongresech v letech 2003 a 2004, kde byla podána žádost na změnu typového druhu. V roce 2005 byla tato změna schválena a novým typovým druhem pro rod Acacia se stal druh Acacia penninervis. Rodové jméno tak zůstalo největší skupině akácií z bývalého podrodu Phyllodineae, zatímco bývalý podrod Acacia dostal nové rodové jméno Vachellia.

#### RodAcaciella
Rod zahrnuje 15 druhů, v minulosti tvořících podrod či sekci Filicinae. Je rozšířen v Americe od USA po Argentinu. Největší druhové bohatství je v Mexiku. U akácií tohoto rodu nejsou vyvinuty na listech nektáriové žlázky.

#### RodAcacia s.str.
Největší rod akácií, zahrnující téměř 1000 druhů z bývalého podrodu Phyllodineae. Dominuje zejména v Austrálii (asi 950 druhů) a Tichomoří (7 druhů), je rozšířen také na Tchaj-wanu a ve východní části JV Asie (celkem 10 druhů) a na Madagaskaru (2 druhy). U většiny druhů tohoto rodu jsou listy redukovány na různě tvarovaná fylódia, řidčeji jsou listy dvakrát zpeřené. Na řapících a středních žebrech listů jsou žlázky. Tyto akácie jsou většinou beztrnné, pouze u nemnohých druhů jsou palisty přeměněny v trny.

#### RodSenegalia
Pantropicky rozšířený rod zahrnující asi 203 druhů řazených v minulosti do podrodu Aculeiferum. Je rozšířen v Americe (asi 100 druhů), Africe a na Madagaskaru (celkem 69 druhů), v Asii (43 druhů) a Austrálii (pouze 2 druhy). Jsou to stromy, keře, šplhavé keře a řadí se sem i všechny akácie liánovitého vzrůstu. Listy dospělých rostlin jsou dvakrát zpeřené, na řapíku a středním žebru listu jsou žlázky. Na větévkách bývají trny, které jsou rozesety mezi internodii nebo po dvou či po třech pod bází internodia. Palisty nejsou přeměněné v trny.

#### RodMariosousa
Marisousa je nový rod, popsaný v roce 2006. Zahrnuje 13 druhů akácií, rozšířených v Severní a Střední Americe.

#### RodVachellia
Rod zahrnuje asi 163 druhů, v minulosti řazených do podrodu Acacia. Je rozšířen v Africe, Asii a Americe a sporadicky i v Austrálii, kde však roste pouze 9 druhů. Jsou to stromy nebo keře. Listy dospělých rostlin jsou dvakrát zpeřené, se žlázkami na řapíku a středním žebru listu. Všechny druhy tohoto rodu mají palisty přeměněné v trny. Africké druhy mívají charakteristické, v horní části zploštělé koruny.

#### Vývojový strom odvozenější části podčelediCaesalpinioideae
|  | Acaciella                                                        |
|  |                                                                  |
|  | Inga                                                             |
|  |                                                                  |
|  | Calliandra                                                       |
|  |                                                                  |
|  | Albizia                                                          |
|  |                                                                  |
|  | Archidendron                                                     |
|  |                                                                  |
|  | Zygia                                                            |
|  |                                                                  |
|  | \| \| Paraserianthes \| \| \| \| \| \| Acacia s.str. \| \| \| \| |
|  |                                                                  |
|  | Paraserianthes                                                   |
|  |                                                                  |
|  | Acacia s.str.                                                    |
|  |                                                                  |

|  | Paraserianthes |
|  |                |
|  | Acacia s.str.  |
|  |                |

|  | Acaciella                                                        |
|  |                                                                  |
|  | Inga                                                             |
|  |                                                                  |
|  | Calliandra                                                       |
|  |                                                                  |
|  | Albizia                                                          |
|  |                                                                  |
|  | Archidendron                                                     |
|  |                                                                  |
|  | Zygia                                                            |
|  |                                                                  |
|  | \| \| Paraserianthes \| \| \| \| \| \| Acacia s.str. \| \| \| \| |
|  |                                                                  |
|  | Paraserianthes                                                   |
|  |                                                                  |
|  | Acacia s.str.                                                    |
|  |                                                                  |

|  | Paraserianthes |
|  |                |
|  | Acacia s.str.  |
|  |                |

|  | Acaciella                                                        |
|  |                                                                  |
|  | Inga                                                             |
|  |                                                                  |
|  | Calliandra                                                       |
|  |                                                                  |
|  | Albizia                                                          |
|  |                                                                  |
|  | Archidendron                                                     |
|  |                                                                  |
|  | Zygia                                                            |
|  |                                                                  |
|  | \| \| Paraserianthes \| \| \| \| \| \| Acacia s.str. \| \| \| \| |
|  |                                                                  |
|  | Paraserianthes                                                   |
|  |                                                                  |
|  | Acacia s.str.                                                    |
|  |                                                                  |

|  | Paraserianthes |
|  |                |
|  | Acacia s.str.  |
|  |                |

|  | Acaciella                                                        |
|  |                                                                  |
|  | Inga                                                             |
|  |                                                                  |
|  | Calliandra                                                       |
|  |                                                                  |
|  | Albizia                                                          |
|  |                                                                  |
|  | Archidendron                                                     |
|  |                                                                  |
|  | Zygia                                                            |
|  |                                                                  |
|  | \| \| Paraserianthes \| \| \| \| \| \| Acacia s.str. \| \| \| \| |
|  |                                                                  |
|  | Paraserianthes                                                   |
|  |                                                                  |
|  | Acacia s.str.                                                    |
|  |                                                                  |

|  | Paraserianthes |
|  |                |
|  | Acacia s.str.  |
|  |                |

|  | Acaciella                                                        |
|  |                                                                  |
|  | Inga                                                             |
|  |                                                                  |
|  | Calliandra                                                       |
|  |                                                                  |
|  | Albizia                                                          |
|  |                                                                  |
|  | Archidendron                                                     |
|  |                                                                  |
|  | Zygia                                                            |
|  |                                                                  |
|  | \| \| Paraserianthes \| \| \| \| \| \| Acacia s.str. \| \| \| \| |
|  |                                                                  |
|  | Paraserianthes                                                   |
|  |                                                                  |
|  | Acacia s.str.                                                    |
|  |                                                                  |

|  | Paraserianthes |
|  |                |
|  | Acacia s.str.  |
|  |                |

|  | Acaciella                                                        |
|  |                                                                  |
|  | Inga                                                             |
|  |                                                                  |
|  | Calliandra                                                       |
|  |                                                                  |
|  | Albizia                                                          |
|  |                                                                  |
|  | Archidendron                                                     |
|  |                                                                  |
|  | Zygia                                                            |
|  |                                                                  |
|  | \| \| Paraserianthes \| \| \| \| \| \| Acacia s.str. \| \| \| \| |
|  |                                                                  |
|  | Paraserianthes                                                   |
|  |                                                                  |
|  | Acacia s.str.                                                    |
|  |                                                                  |

|  | Paraserianthes |
|  |                |
|  | Acacia s.str.  |
|  |                |

|  | Acaciella                                                        |
|  |                                                                  |
|  | Inga                                                             |
|  |                                                                  |
|  | Calliandra                                                       |
|  |                                                                  |
|  | Albizia                                                          |
|  |                                                                  |
|  | Archidendron                                                     |
|  |                                                                  |
|  | Zygia                                                            |
|  |                                                                  |
|  | \| \| Paraserianthes \| \| \| \| \| \| Acacia s.str. \| \| \| \| |
|  |                                                                  |
|  | Paraserianthes                                                   |
|  |                                                                  |
|  | Acacia s.str.                                                    |
|  |                                                                  |

|  | Paraserianthes |
|  |                |
|  | Acacia s.str.  |
|  |                |

|  | Acaciella                                                        |
|  |                                                                  |
|  | Inga                                                             |
|  |                                                                  |
|  | Calliandra                                                       |
|  |                                                                  |
|  | Albizia                                                          |
|  |                                                                  |
|  | Archidendron                                                     |
|  |                                                                  |
|  | Zygia                                                            |
|  |                                                                  |
|  | \| \| Paraserianthes \| \| \| \| \| \| Acacia s.str. \| \| \| \| |
|  |                                                                  |
|  | Paraserianthes                                                   |
|  |                                                                  |
|  | Acacia s.str.                                                    |
|  |                                                                  |

|  | Paraserianthes |
|  |                |
|  | Acacia s.str.  |
|  |                |

|  | Acaciella                                                        |
|  |                                                                  |
|  | Inga                                                             |
|  |                                                                  |
|  | Calliandra                                                       |
|  |                                                                  |
|  | Albizia                                                          |
|  |                                                                  |
|  | Archidendron                                                     |
|  |                                                                  |
|  | Zygia                                                            |
|  |                                                                  |
|  | \| \| Paraserianthes \| \| \| \| \| \| Acacia s.str. \| \| \| \| |
|  |                                                                  |
|  | Paraserianthes                                                   |
|  |                                                                  |
|  | Acacia s.str.                                                    |
|  |                                                                  |

|  | Paraserianthes |
|  |                |
|  | Acacia s.str.  |
|  |                |

|  | Acaciella                                                        |
|  |                                                                  |
|  | Inga                                                             |
|  |                                                                  |
|  | Calliandra                                                       |
|  |                                                                  |
|  | Albizia                                                          |
|  |                                                                  |
|  | Archidendron                                                     |
|  |                                                                  |
|  | Zygia                                                            |
|  |                                                                  |
|  | \| \| Paraserianthes \| \| \| \| \| \| Acacia s.str. \| \| \| \| |
|  |                                                                  |
|  | Paraserianthes                                                   |
|  |                                                                  |
|  | Acacia s.str.                                                    |
|  |                                                                  |

|  | Paraserianthes |
|  |                |
|  | Acacia s.str.  |
|  |                |

|  | Acaciella                                                        |
|  |                                                                  |
|  | Inga                                                             |
|  |                                                                  |
|  | Calliandra                                                       |
|  |                                                                  |
|  | Albizia                                                          |
|  |                                                                  |
|  | Archidendron                                                     |
|  |                                                                  |
|  | Zygia                                                            |
|  |                                                                  |
|  | \| \| Paraserianthes \| \| \| \| \| \| Acacia s.str. \| \| \| \| |
|  |                                                                  |
|  | Paraserianthes                                                   |
|  |                                                                  |
|  | Acacia s.str.                                                    |
|  |                                                                  |

|  | Paraserianthes |
|  |                |
|  | Acacia s.str.  |
|  |                |

|  | Acaciella                                                        |
|  |                                                                  |
|  | Inga                                                             |
|  |                                                                  |
|  | Calliandra                                                       |
|  |                                                                  |
|  | Albizia                                                          |
|  |                                                                  |
|  | Archidendron                                                     |
|  |                                                                  |
|  | Zygia                                                            |
|  |                                                                  |
|  | \| \| Paraserianthes \| \| \| \| \| \| Acacia s.str. \| \| \| \| |
|  |                                                                  |
|  | Paraserianthes                                                   |
|  |                                                                  |
|  | Acacia s.str.                                                    |
|  |                                                                  |

|  | Paraserianthes |
|  |                |
|  | Acacia s.str.  |
|  |                |

|  | Acaciella                                                        |
|  |                                                                  |
|  | Inga                                                             |
|  |                                                                  |
|  | Calliandra                                                       |
|  |                                                                  |
|  | Albizia                                                          |
|  |                                                                  |
|  | Archidendron                                                     |
|  |                                                                  |
|  | Zygia                                                            |
|  |                                                                  |
|  | \| \| Paraserianthes \| \| \| \| \| \| Acacia s.str. \| \| \| \| |
|  |                                                                  |
|  | Paraserianthes                                                   |
|  |                                                                  |
|  | Acacia s.str.                                                    |
|  |                                                                  |

|  | Paraserianthes |
|  |                |
|  | Acacia s.str.  |
|  |                |

|  | Acaciella                                                        |
|  |                                                                  |
|  | Inga                                                             |
|  |                                                                  |
|  | Calliandra                                                       |
|  |                                                                  |
|  | Albizia                                                          |
|  |                                                                  |
|  | Archidendron                                                     |
|  |                                                                  |
|  | Zygia                                                            |
|  |                                                                  |
|  | \| \| Paraserianthes \| \| \| \| \| \| Acacia s.str. \| \| \| \| |
|  |                                                                  |
|  | Paraserianthes                                                   |
|  |                                                                  |
|  | Acacia s.str.                                                    |
|  |                                                                  |

|  | Paraserianthes |
|  |                |
|  | Acacia s.str.  |
|  |                |

|  | Acaciella                                                        |
|  |                                                                  |
|  | Inga                                                             |
|  |                                                                  |
|  | Calliandra                                                       |
|  |                                                                  |
|  | Albizia                                                          |
|  |                                                                  |
|  | Archidendron                                                     |
|  |                                                                  |
|  | Zygia                                                            |
|  |                                                                  |
|  | \| \| Paraserianthes \| \| \| \| \| \| Acacia s.str. \| \| \| \| |
|  |                                                                  |
|  | Paraserianthes                                                   |
|  |                                                                  |
|  | Acacia s.str.                                                    |
|  |                                                                  |

|  | Paraserianthes |
|  |                |
|  | Acacia s.str.  |
|  |                |

|  | Acaciella                                                        |
|  |                                                                  |
|  | Inga                                                             |
|  |                                                                  |
|  | Calliandra                                                       |
|  |                                                                  |
|  | Albizia                                                          |
|  |                                                                  |
|  | Archidendron                                                     |
|  |                                                                  |
|  | Zygia                                                            |
|  |                                                                  |
|  | \| \| Paraserianthes \| \| \| \| \| \| Acacia s.str. \| \| \| \| |
|  |                                                                  |
|  | Paraserianthes                                                   |
|  |                                                                  |
|  | Acacia s.str.                                                    |
|  |                                                                  |

|  | Paraserianthes |
|  |                |
|  | Acacia s.str.  |
|  |                |

|  | Acaciella                                                        |
|  |                                                                  |
|  | Inga                                                             |
|  |                                                                  |
|  | Calliandra                                                       |
|  |                                                                  |
|  | Albizia                                                          |
|  |                                                                  |
|  | Archidendron                                                     |
|  |                                                                  |
|  | Zygia                                                            |
|  |                                                                  |
|  | \| \| Paraserianthes \| \| \| \| \| \| Acacia s.str. \| \| \| \| |
|  |                                                                  |
|  | Paraserianthes                                                   |
|  |                                                                  |
|  | Acacia s.str.                                                    |
|  |                                                                  |

|  | Paraserianthes |
|  |                |
|  | Acacia s.str.  |
|  |                |

|  | Acaciella                                                        |
|  |                                                                  |
|  | Inga                                                             |
|  |                                                                  |
|  | Calliandra                                                       |
|  |                                                                  |
|  | Albizia                                                          |
|  |                                                                  |
|  | Archidendron                                                     |
|  |                                                                  |
|  | Zygia                                                            |
|  |                                                                  |
|  | \| \| Paraserianthes \| \| \| \| \| \| Acacia s.str. \| \| \| \| |
|  |                                                                  |
|  | Paraserianthes                                                   |
|  |                                                                  |
|  | Acacia s.str.                                                    |
|  |                                                                  |

|  | Paraserianthes |
|  |                |
|  | Acacia s.str.  |
|  |                |

|  | Acaciella                                                        |
|  |                                                                  |
|  | Inga                                                             |
|  |                                                                  |
|  | Calliandra                                                       |
|  |                                                                  |
|  | Albizia                                                          |
|  |                                                                  |
|  | Archidendron                                                     |
|  |                                                                  |
|  | Zygia                                                            |
|  |                                                                  |
|  | \| \| Paraserianthes \| \| \| \| \| \| Acacia s.str. \| \| \| \| |
|  |                                                                  |
|  | Paraserianthes                                                   |
|  |                                                                  |
|  | Acacia s.str.                                                    |
|  |                                                                  |

|  | Paraserianthes |
|  |                |
|  | Acacia s.str.  |
|  |                |

|  | Acaciella                                                        |
|  |                                                                  |
|  | Inga                                                             |
|  |                                                                  |
|  | Calliandra                                                       |
|  |                                                                  |
|  | Albizia                                                          |
|  |                                                                  |
|  | Archidendron                                                     |
|  |                                                                  |
|  | Zygia                                                            |
|  |                                                                  |
|  | \| \| Paraserianthes \| \| \| \| \| \| Acacia s.str. \| \| \| \| |
|  |                                                                  |
|  | Paraserianthes                                                   |
|  |                                                                  |
|  | Acacia s.str.                                                    |
|  |                                                                  |

|  | Paraserianthes |
|  |                |
|  | Acacia s.str.  |
|  |                |

|  | Acaciella                                                        |
|  |                                                                  |
|  | Inga                                                             |
|  |                                                                  |
|  | Calliandra                                                       |
|  |                                                                  |
|  | Albizia                                                          |
|  |                                                                  |
|  | Archidendron                                                     |
|  |                                                                  |
|  | Zygia                                                            |
|  |                                                                  |
|  | \| \| Paraserianthes \| \| \| \| \| \| Acacia s.str. \| \| \| \| |
|  |                                                                  |
|  | Paraserianthes                                                   |
|  |                                                                  |
|  | Acacia s.str.                                                    |
|  |                                                                  |

|  | Paraserianthes |
|  |                |
|  | Acacia s.str.  |
|  |                |

|  | Acaciella                                                        |
|  |                                                                  |
|  | Inga                                                             |
|  |                                                                  |
|  | Calliandra                                                       |
|  |                                                                  |
|  | Albizia                                                          |
|  |                                                                  |
|  | Archidendron                                                     |
|  |                                                                  |
|  | Zygia                                                            |
|  |                                                                  |
|  | \| \| Paraserianthes \| \| \| \| \| \| Acacia s.str. \| \| \| \| |
|  |                                                                  |
|  | Paraserianthes                                                   |
|  |                                                                  |
|  | Acacia s.str.                                                    |
|  |                                                                  |

|  | Paraserianthes |
|  |                |
|  | Acacia s.str.  |
|  |                |

|  | Acaciella                                                        |
|  |                                                                  |
|  | Inga                                                             |
|  |                                                                  |
|  | Calliandra                                                       |
|  |                                                                  |
|  | Albizia                                                          |
|  |                                                                  |
|  | Archidendron                                                     |
|  |                                                                  |
|  | Zygia                                                            |
|  |                                                                  |
|  | \| \| Paraserianthes \| \| \| \| \| \| Acacia s.str. \| \| \| \| |
|  |                                                                  |
|  | Paraserianthes                                                   |
|  |                                                                  |
|  | Acacia s.str.                                                    |
|  |                                                                  |

|  | Paraserianthes |
|  |                |
|  | Acacia s.str.  |
|  |                |

|  | Acaciella                                                        |
|  |                                                                  |
|  | Inga                                                             |
|  |                                                                  |
|  | Calliandra                                                       |
|  |                                                                  |
|  | Albizia                                                          |
|  |                                                                  |
|  | Archidendron                                                     |
|  |                                                                  |
|  | Zygia                                                            |
|  |                                                                  |
|  | \| \| Paraserianthes \| \| \| \| \| \| Acacia s.str. \| \| \| \| |
|  |                                                                  |
|  | Paraserianthes                                                   |
|  |                                                                  |
|  | Acacia s.str.                                                    |
|  |                                                                  |

|  | Paraserianthes |
|  |                |
|  | Acacia s.str.  |
|  |                |

|  | Acaciella                                                        |
|  |                                                                  |
|  | Inga                                                             |
|  |                                                                  |
|  | Calliandra                                                       |
|  |                                                                  |
|  | Albizia                                                          |
|  |                                                                  |
|  | Archidendron                                                     |
|  |                                                                  |
|  | Zygia                                                            |
|  |                                                                  |
|  | \| \| Paraserianthes \| \| \| \| \| \| Acacia s.str. \| \| \| \| |
|  |                                                                  |
|  | Paraserianthes                                                   |
|  |                                                                  |
|  | Acacia s.str.                                                    |
|  |                                                                  |

|  | Paraserianthes |
|  |                |
|  | Acacia s.str.  |
|  |                |

|  | Acaciella                                                        |
|  |                                                                  |
|  | Inga                                                             |
|  |                                                                  |
|  | Calliandra                                                       |
|  |                                                                  |
|  | Albizia                                                          |
|  |                                                                  |
|  | Archidendron                                                     |
|  |                                                                  |
|  | Zygia                                                            |
|  |                                                                  |
|  | \| \| Paraserianthes \| \| \| \| \| \| Acacia s.str. \| \| \| \| |
|  |                                                                  |
|  | Paraserianthes                                                   |
|  |                                                                  |
|  | Acacia s.str.                                                    |
|  |                                                                  |

|  | Paraserianthes |
|  |                |
|  | Acacia s.str.  |
|  |                |

|  | Acaciella                                                        |
|  |                                                                  |
|  | Inga                                                             |
|  |                                                                  |
|  | Calliandra                                                       |
|  |                                                                  |
|  | Albizia                                                          |
|  |                                                                  |
|  | Archidendron                                                     |
|  |                                                                  |
|  | Zygia                                                            |
|  |                                                                  |
|  | \| \| Paraserianthes \| \| \| \| \| \| Acacia s.str. \| \| \| \| |
|  |                                                                  |
|  | Paraserianthes                                                   |
|  |                                                                  |
|  | Acacia s.str.                                                    |
|  |                                                                  |

|  | Paraserianthes |
|  |                |
|  | Acacia s.str.  |
|  |                |

|  | Acaciella                                                        |
|  |                                                                  |
|  | Inga                                                             |
|  |                                                                  |
|  | Calliandra                                                       |
|  |                                                                  |
|  | Albizia                                                          |
|  |                                                                  |
|  | Archidendron                                                     |
|  |                                                                  |
|  | Zygia                                                            |
|  |                                                                  |
|  | \| \| Paraserianthes \| \| \| \| \| \| Acacia s.str. \| \| \| \| |
|  |                                                                  |
|  | Paraserianthes                                                   |
|  |                                                                  |
|  | Acacia s.str.                                                    |
|  |                                                                  |

|  | Paraserianthes |
|  |                |
|  | Acacia s.str.  |
|  |                |

|  | Acaciella                                                        |
|  |                                                                  |
|  | Inga                                                             |
|  |                                                                  |
|  | Calliandra                                                       |
|  |                                                                  |
|  | Albizia                                                          |
|  |                                                                  |
|  | Archidendron                                                     |
|  |                                                                  |
|  | Zygia                                                            |
|  |                                                                  |
|  | \| \| Paraserianthes \| \| \| \| \| \| Acacia s.str. \| \| \| \| |
|  |                                                                  |
|  | Paraserianthes                                                   |
|  |                                                                  |
|  | Acacia s.str.                                                    |
|  |                                                                  |

|  | Paraserianthes |
|  |                |
|  | Acacia s.str.  |
|  |                |

|  | Acaciella                                                        |
|  |                                                                  |
|  | Inga                                                             |
|  |                                                                  |
|  | Calliandra                                                       |
|  |                                                                  |
|  | Albizia                                                          |
|  |                                                                  |
|  | Archidendron                                                     |
|  |                                                                  |
|  | Zygia                                                            |
|  |                                                                  |
|  | \| \| Paraserianthes \| \| \| \| \| \| Acacia s.str. \| \| \| \| |
|  |                                                                  |
|  | Paraserianthes                                                   |
|  |                                                                  |
|  | Acacia s.str.                                                    |
|  |                                                                  |

|  | Paraserianthes |
|  |                |
|  | Acacia s.str.  |
|  |                |

|  | Acaciella                                                        |
|  |                                                                  |
|  | Inga                                                             |
|  |                                                                  |
|  | Calliandra                                                       |
|  |                                                                  |
|  | Albizia                                                          |
|  |                                                                  |
|  | Archidendron                                                     |
|  |                                                                  |
|  | Zygia                                                            |
|  |                                                                  |
|  | \| \| Paraserianthes \| \| \| \| \| \| Acacia s.str. \| \| \| \| |
|  |                                                                  |
|  | Paraserianthes                                                   |
|  |                                                                  |
|  | Acacia s.str.                                                    |
|  |                                                                  |

|  | Paraserianthes |
|  |                |
|  | Acacia s.str.  |
|  |                |

|  | Acaciella                                                        |
|  |                                                                  |
|  | Inga                                                             |
|  |                                                                  |
|  | Calliandra                                                       |
|  |                                                                  |
|  | Albizia                                                          |
|  |                                                                  |
|  | Archidendron                                                     |
|  |                                                                  |
|  | Zygia                                                            |
|  |                                                                  |
|  | \| \| Paraserianthes \| \| \| \| \| \| Acacia s.str. \| \| \| \| |
|  |                                                                  |
|  | Paraserianthes                                                   |
|  |                                                                  |
|  | Acacia s.str.                                                    |
|  |                                                                  |

|  | Paraserianthes |
|  |                |
|  | Acacia s.str.  |
|  |                |

## Ekologické interakce
Květy akácií jsou opylovány zejména včelami.
Pro mnohé druhy amerických akácií je charakteristická symbióza s mravenci. Tento vztah se označuje jako myrmekofilie. Na koncích lístků takové akácie jsou produkována tzv. Beltova tělíska, sloužící mravencům k výživě. Mimo to mívají tyto druhy na řapíku listů zvětšená nektária produkující sladkou šťávu. Některé druhy akácií mají nápadné zvětšené duté trny, které slouží mravencům za obydlí. Mravenci na oplátku chrání rostlinu před býložravci a škůdci a likvidují konkurenční vegetaci. U druhu Acacia cornigera bylo prokázáno, že vymizí-li z oblasti symbiotický mravenec Pseudomyrmex ferruginea, přežijí jen izolované rostliny této akácie a pouze za výjimečných okolností. Obligátní myrmekofilie nebyla zjištěna u australských druhů akácií.
Některé druhy akácií, např. africká Acacia ataxacantha a australské A. concinna, A. megaladena, A. pennata aj. druhy z podrodu Aculeiferum, mají velkou fenotypovou plasticitu v závislosti na prostředí, v němž rostou. Zatímco v husté stromové vegetaci jsou to dřevnaté liány, na otevřených stanovištích rostou jako vzpřímené keře nebo stromy. Mladé semenáčky těch druhů akácií, které mají listy redukované na fylódia, mohou mít první listy jednoduše nebo dvakrát zpeřené a až později se objevují fylódia. U některých takových druhů, např. Acacia melanoxylon, se u dospělých rostlin dokonce objevují větve s dvakrát zpeřenými listy. U druhu A. heterophylla se mimo jednoduchých fylódií objevují i listy tvořené na bázi fylódiem a v horní části dvakrát zpeřenou čepelí.

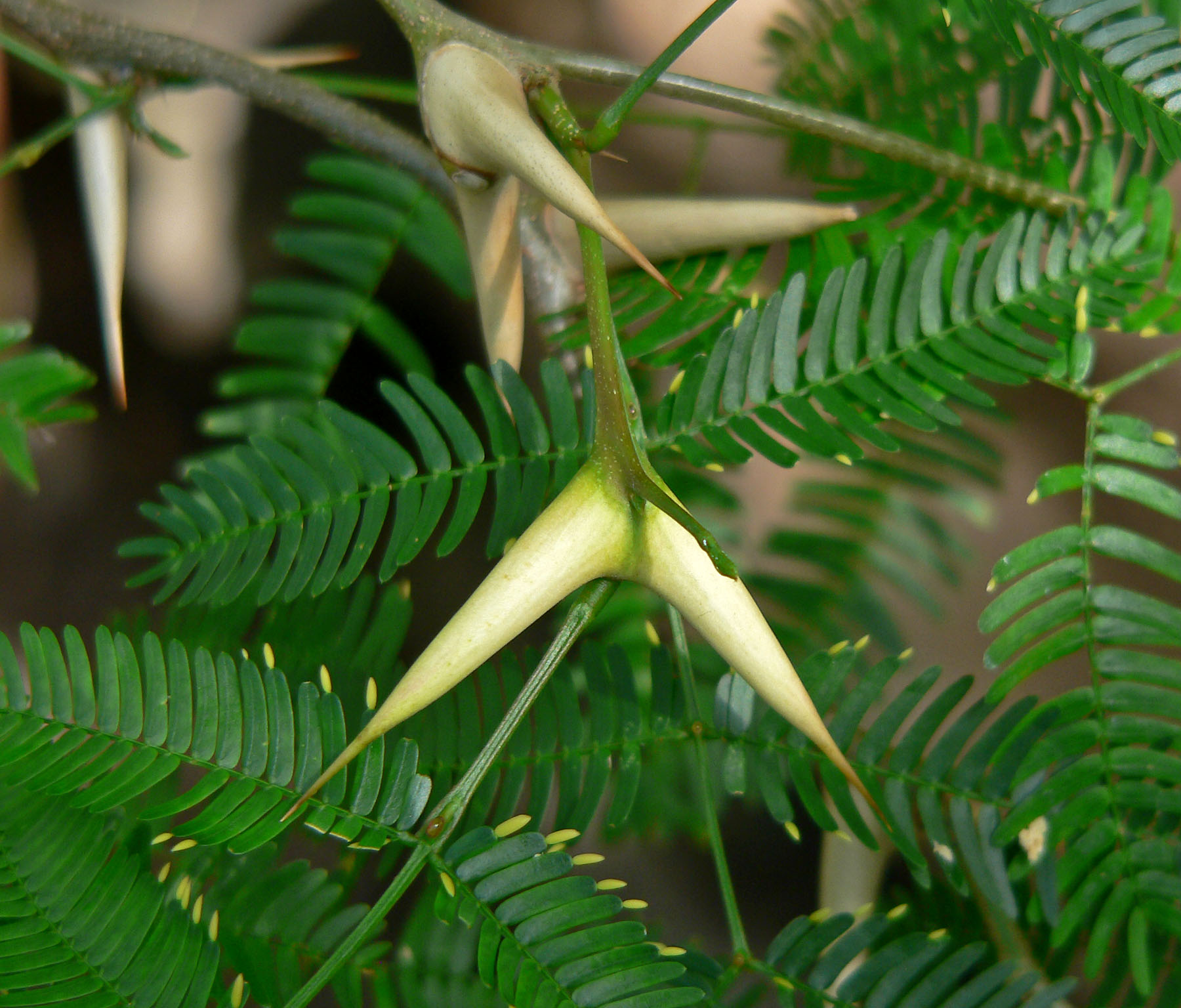
Duté trny Acacia cornigera, obývané žahavými mravenci
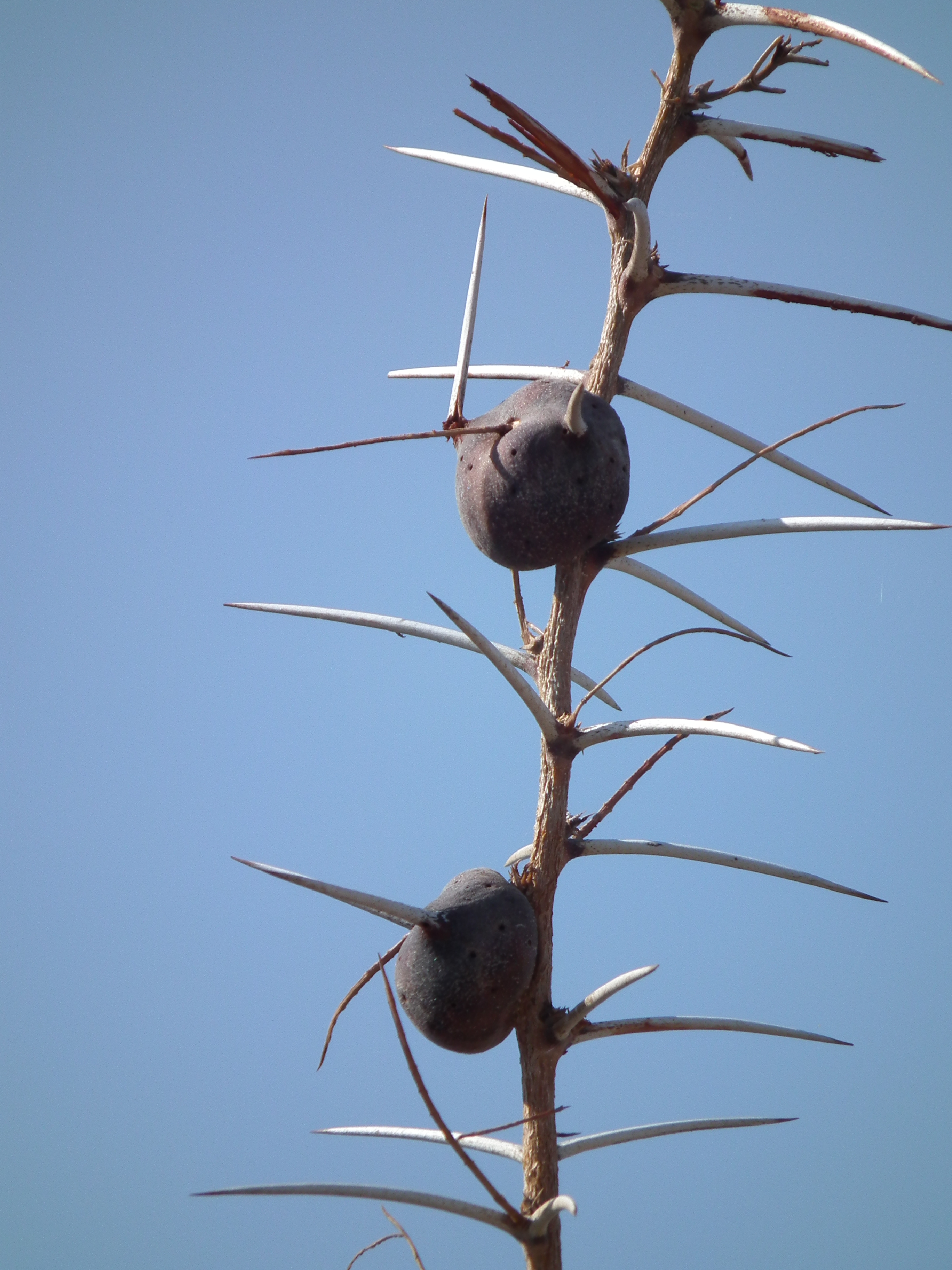
Zbytnělé duté trny Acacia drepanolobium
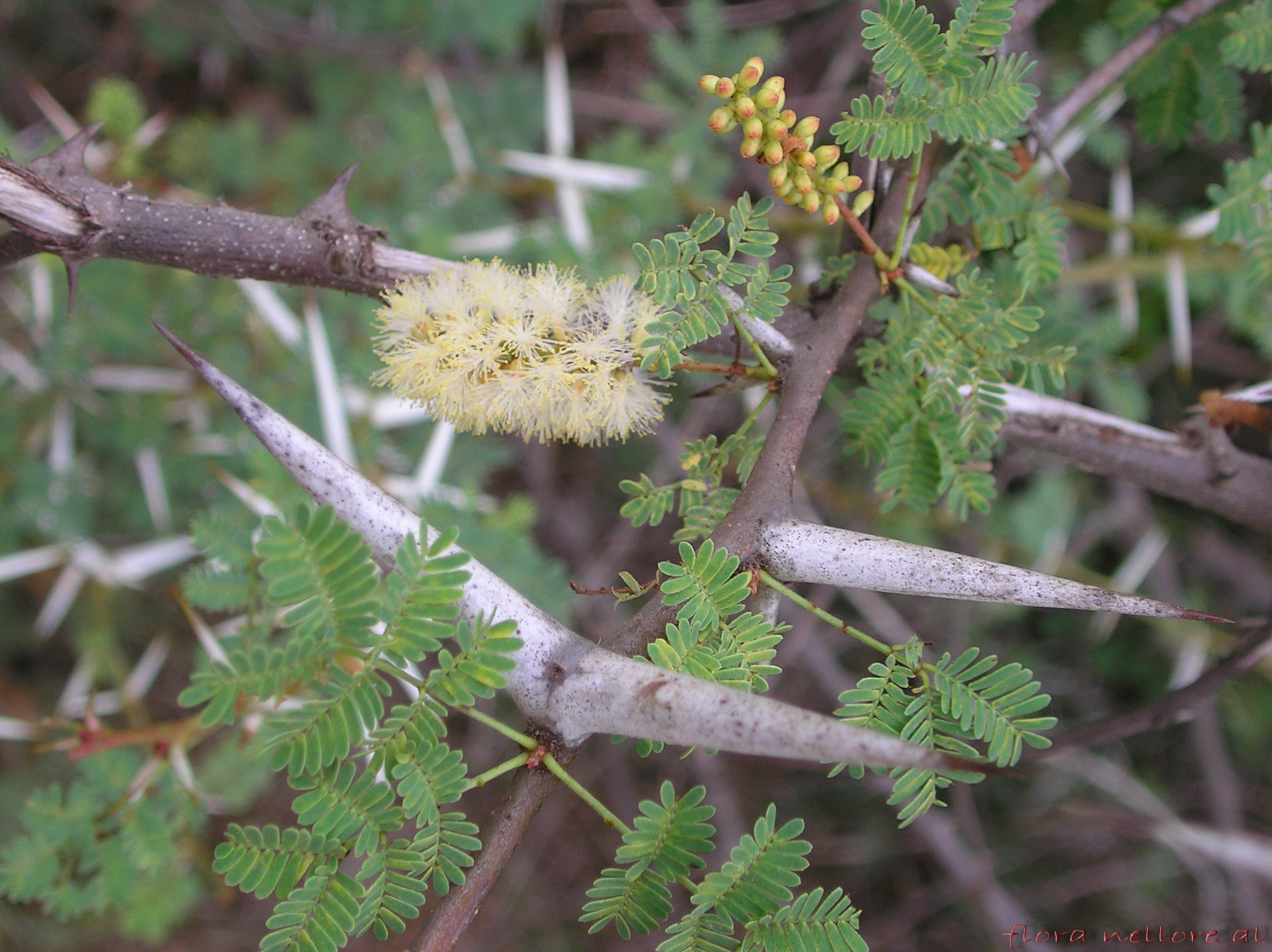
Duté trny Acacia horrida
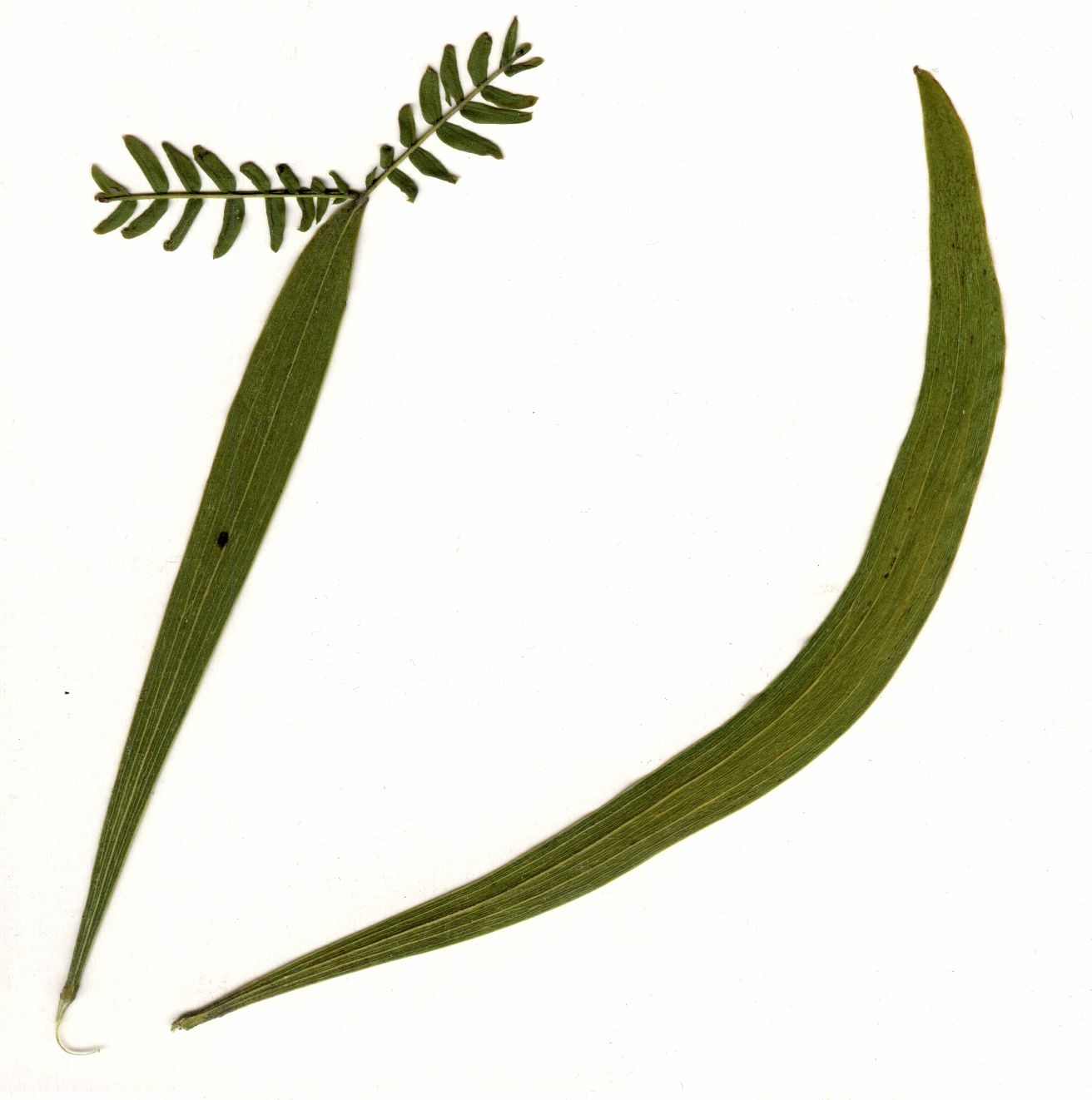
Heterofylie u druhu Acacia heterophylla

## Zástupci
- akácie arabská (Acacia nilotica)
- akácie dlouholistá (Acacia longifolia)
- akácie dlouhotrnná (Acacia karoo, syn. Acacia horrida)
- akácie dvoužilná (Acacia pravissima)
- akácie egyptská (Acacia seyal)
- akácie Farnesova (Acacia farnesiana)
- akácie katechová (Acacia catechu)
- akácie pryskyřičnatá (Acacia retinodes)
- akácie senegalská (Acacia senegalensis)
- akácie sivozelená (Acacia dealbata)
- akácie trojboká (Acacia cultriformis)
- akácie pokroucená (Acacia tortilis)
- akácie Mearnsova (Acacia mearnsii)[17][18][19]

## Význam
Akácie mají poměrně mnohostranné využití. Různé druhy poskytují zejména trvanlivé dřevo, gumy, třísloviny a vonné extrakty. Mnohé druhy mají také využití v medicíně. Pěstují se i jako okrasné dřeviny.

### Okrasné rostliny

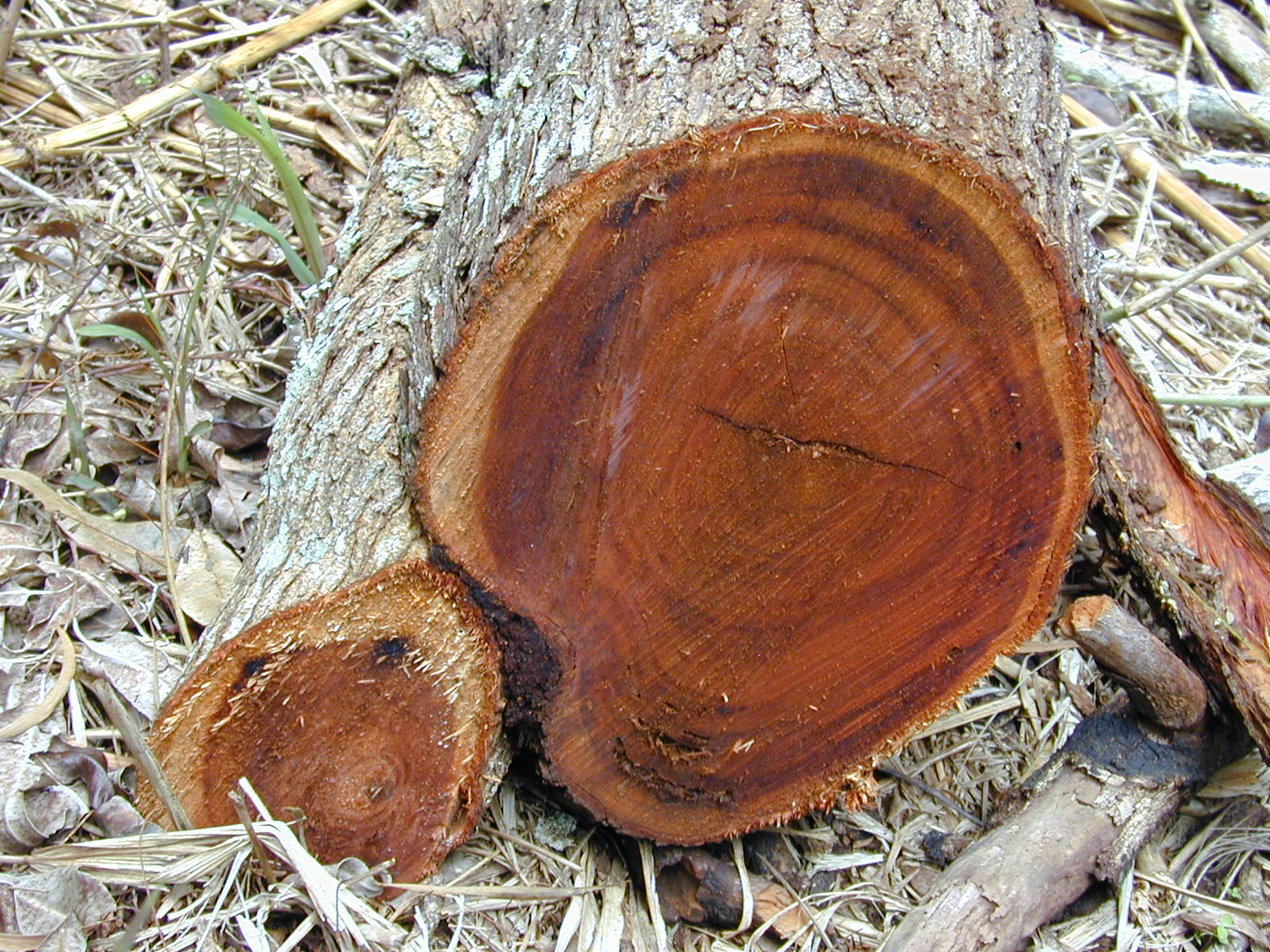
Kmen havajské akácie Acacia koa

Různé druhy akácií jsou v klimaticky příhodných oblastech světa pěstovány jako okrasné dřeviny. V jižní Evropě se lze setkat např. s australskými druhy Acacia cyanophylla, A. dealbata, A. longifolia, A. mearnsii, A. melanoxylon, A. pycnantha a A. retinodes. Z afrických druhů se vysazuje zejména Acacia karoo, z amerických dnes již pantropicky rozšířená akácie Farnesova (Acacia farnesiana). Posledně zmíněný druh je v Evropě pěstován již od roku 1611. V Malajsii se jako pouliční strom vysazuje australská akácie A. auriculiformis.

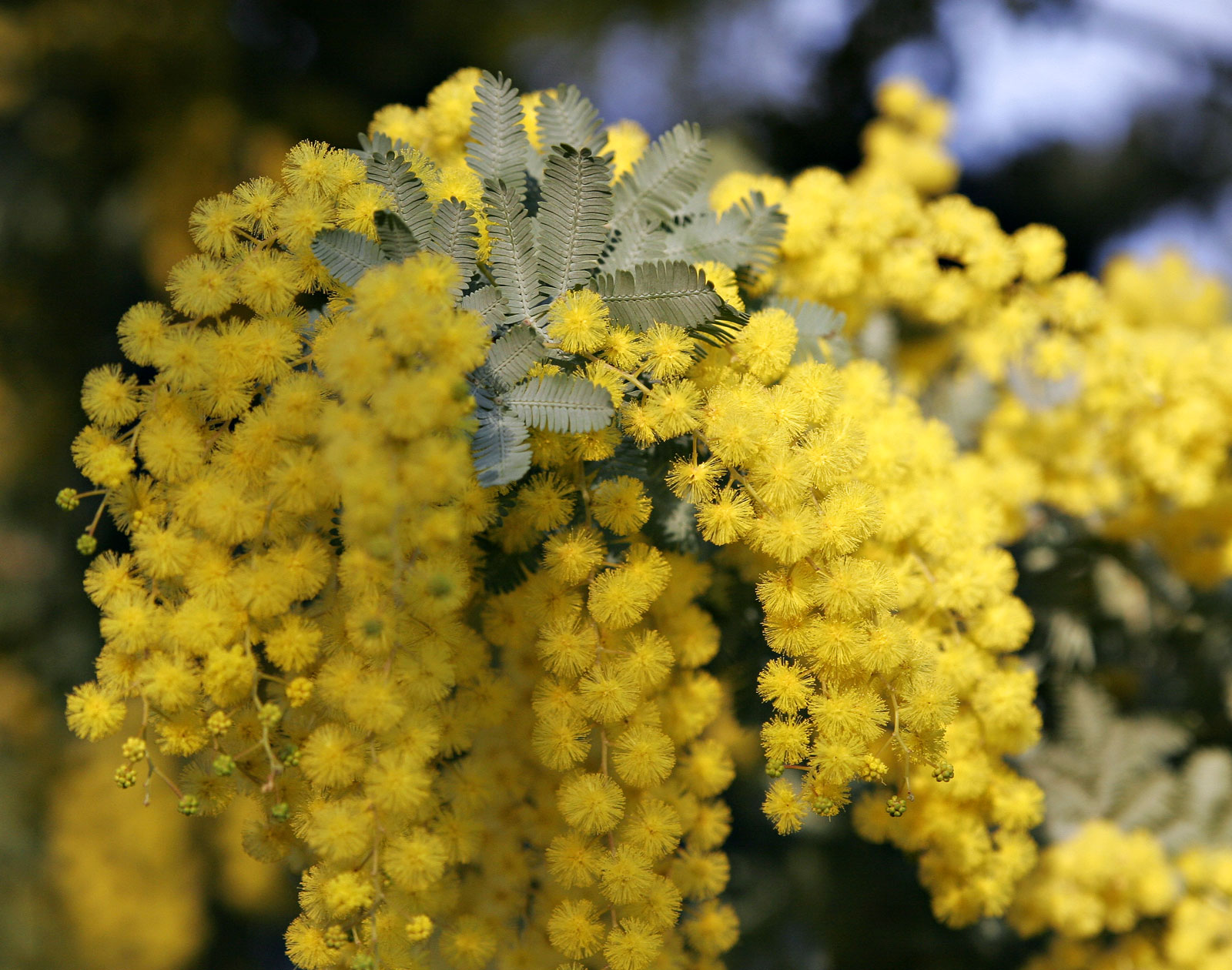
Bohatě kvetoucí Acacia baileyana
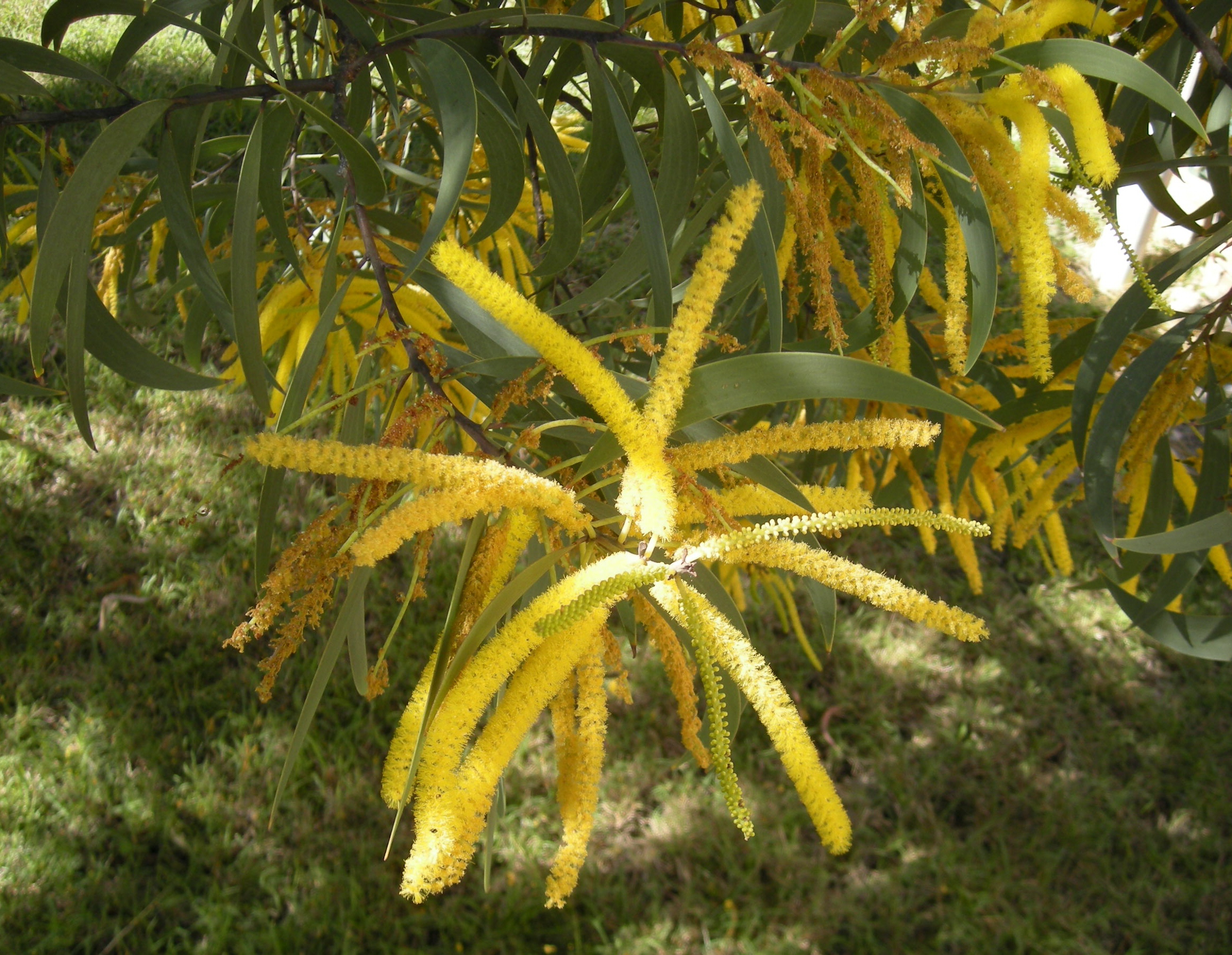
Rozkvetlá Acacia crassa
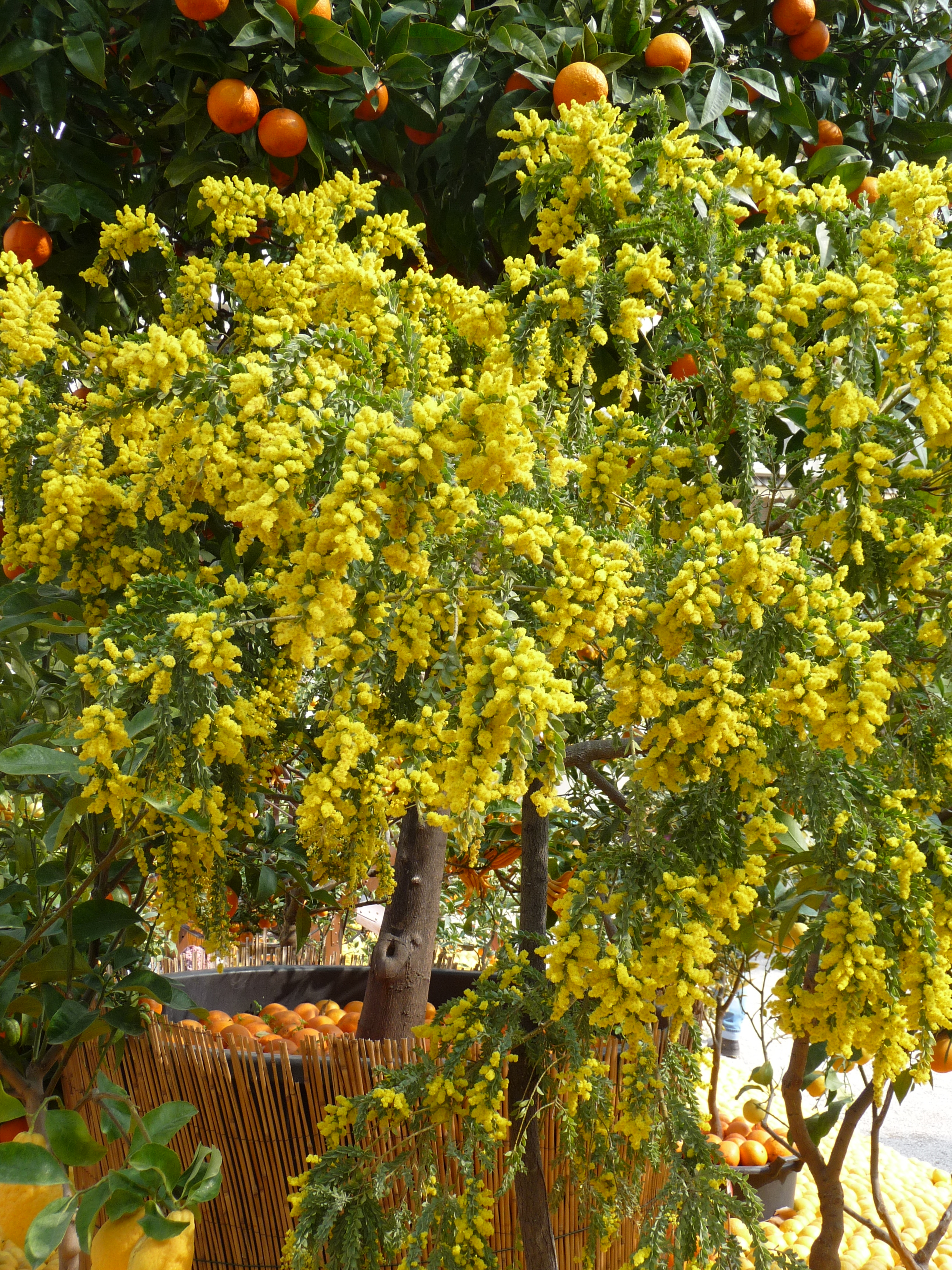
Acacia dealbata

### Dřevo
Dřevo akácií je velmi trvanlivé, o hustotě 640 až 800 kg/m3, je však dosti obtížně opracovatelné. Dřevo statnějších druhů akácií je používáno zejména na obklady, stavbu lodí a výrobu hudebních nástrojů, ze dřeva pomalu rostoucích drobnějších druhů se vyrábějí zejména dýmky, držadla a podobné drobnější předměty. Mezi častěji těžené druhy náleží v dnešní době zejména Acacia glaucescens, A. melanoxylon a A. nigrescens. Na Havaji poskytoval v minulosti velmi ceněné dřevo místní druh Acacia koa, nazývaný havajský mahagon (hawaiian mahogany). Dřevo bylo používáno zejména k výrobě surfovacích prken, kánoí a dřevěných mís. Akácie slouží také jako vyhledávaný zdroj topiva a dřevěného uhlí, navíc často rostou v oblastech kde je otopu nedostatek. Dřevo australské akácie Acacia melanoxylon je obchodováno pod jménem blackwood. Je velmi trvanlivé a dobře opracovatelné, s úzkou bělavou bělí a zlatohnědým až načervenale hnědým jádrovým dřevem. Dosti široké využití má i dřevo australského druhu A. crassicarpa. V jižních oblastech Jižní Ameriky je významným zdrojem dřeva druh A. visco.

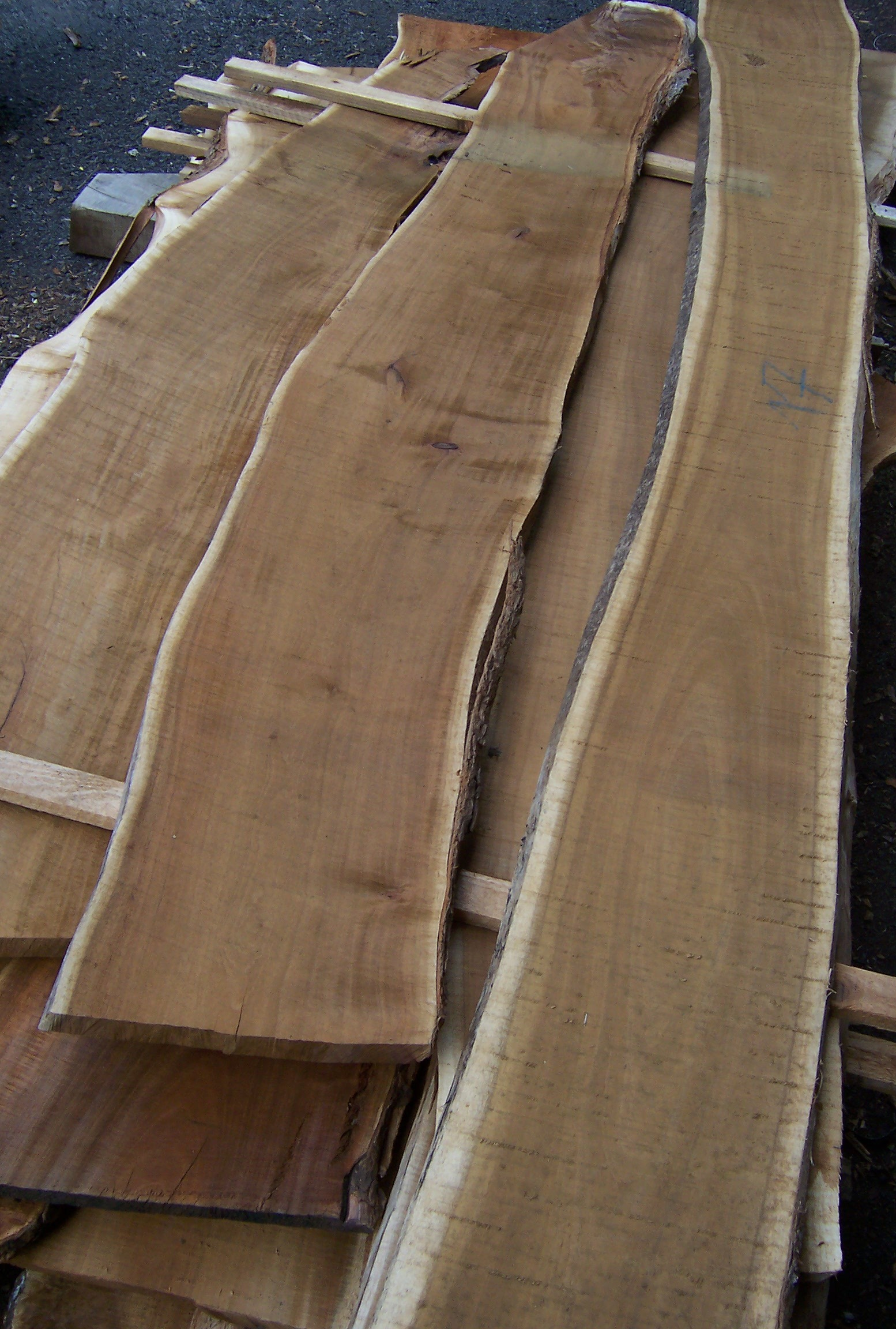
Fošny z akácie Acacia heterophylla
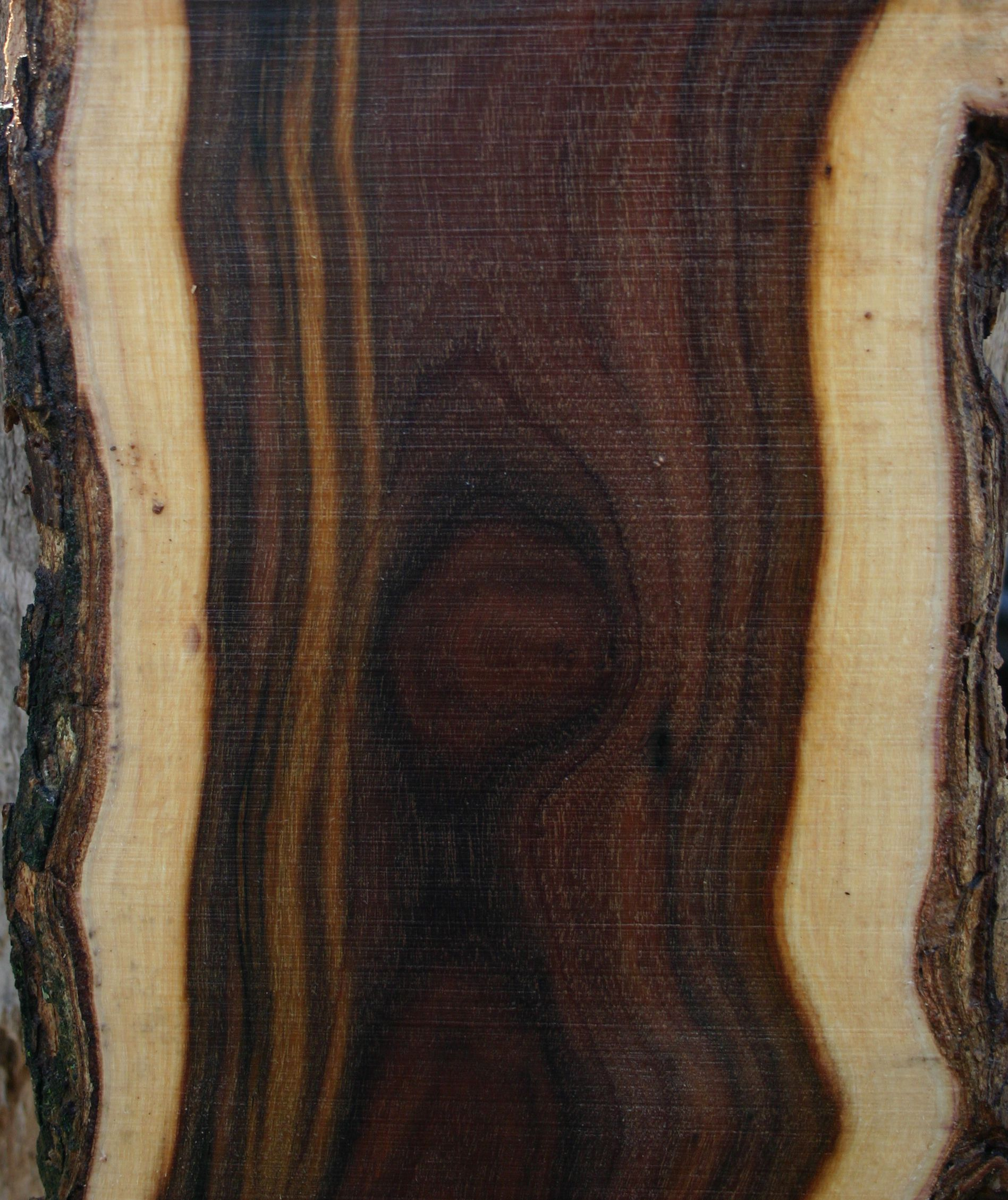
Řez kmenem Acacia ataxacantha
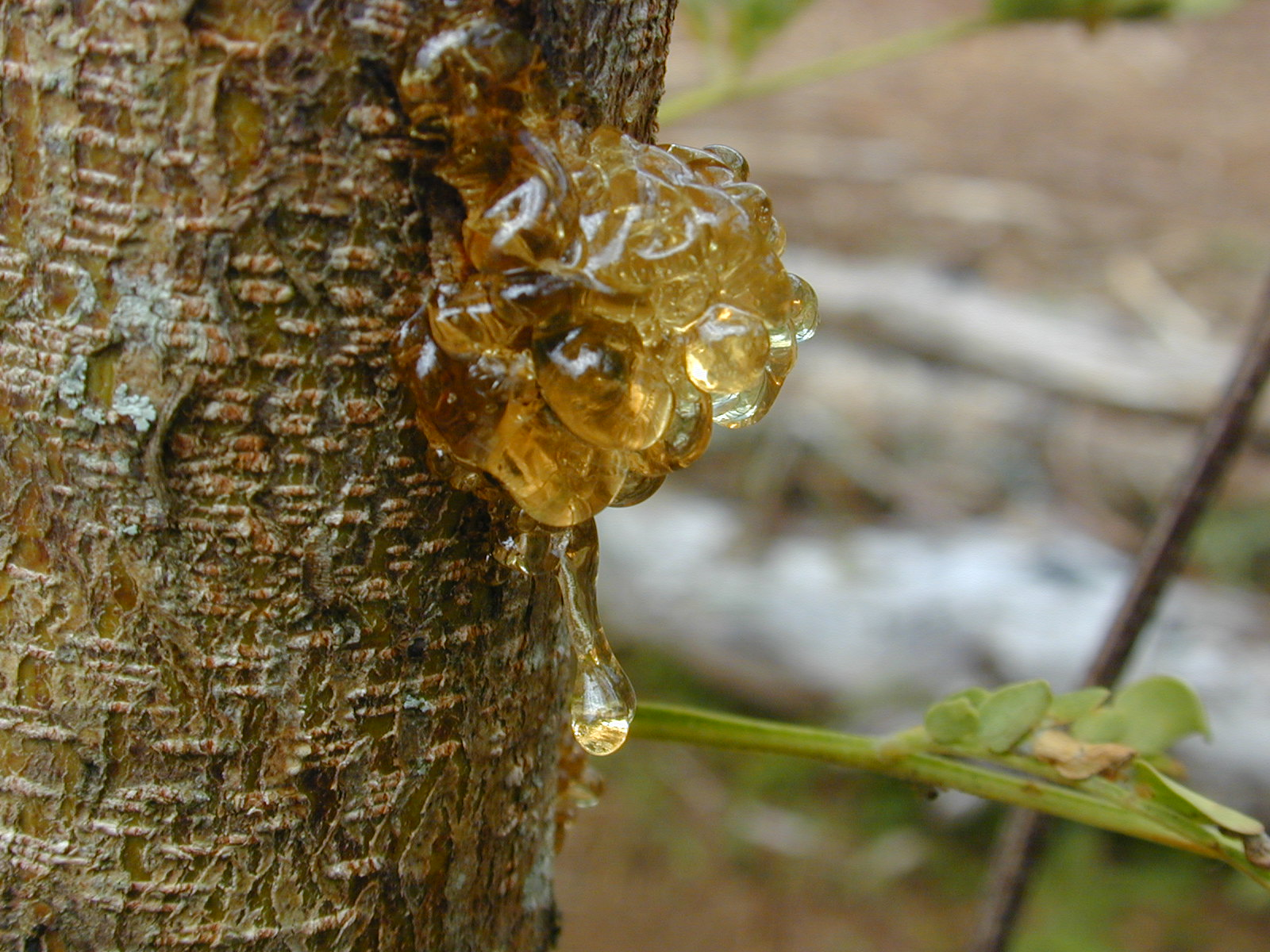
Klovatina vytékající z kmene Acacia koa

### Využití v kuchyni a medicíně
Kyselé plody Acacia concinna mají využití ve filipínské kuchyni.
Extrakty z některých druhů se používají v lidovém léčitelství, v Africe např. kořeny Acacia nilotica při léčbě spavé nemoci. Guma z akácie arabské (Acacia nilotica) působí proti průjmům a používá se proti amébám a křečím. Prášek z lusků tohoto druhu hubí vodní plže přenášející bilharziózu. Guma severoafrické akácie Acacia tortilis se používá při zánětech očí, onemocněních plic a na hojení ran. Akácie katechová (A. catechu) je využívána v tradiční čínské medicíně. Listy A. pluricapitata se používají v Malajsii při bolestech hlavy a medicínské využití má i kůra z kořenů.

### Technické produkty
Z některých druhů akácií se získává klovatina, tzv. arabská guma, používaná v potravinářství, farmacii i jinde. Nejlepší klovatinu produkuje akácie senegalská (Acacia senegalensis) a akácie egyptská (A. seyal), méně kvalitní akácie arabská (A. nilotica). Mimo to je možno klovatinu získávat i z afrických druhů A. abyssinica, A. giraffae, A. horrida, A. kirkii a australské A. pycnantha. Z extraktu indické akácie katechové (Acacia catechu) se získává pryskyřičná hmota nazývaná katechu a sloužící k barvení látek, v koželužství a v potravinářství jako aromatikum. Extrakt z květů akácie Farnesovy (A. farnesiana) je používán při přípravě nejluxusnějších parfémů a rostlina má využití i v tradiční medicíně. Z kůry akácií Acacia mearnsii, A. dealbata a A. pycnantha jsou získávány třísloviny.

### Ostatní využití
Australská akácie A. mangium náleží k velmi rychle rostoucím dřevinám, v devíti letech může dosáhnout výšky až 23 metrů a průměru kmene přes 20 cm. V Malajsii je používána k zalesňování.
Další rychle rostoucí druh, Acacia auriculiformis, pocházející z jihovýchodní Asie a Austrálie, je v tropech pěstován na plantážích jako zdroj biomasy, topiva a kvalitního dřevěného uhlí. Některé akácie, např. australské A. saligna a A. cyclops a australská A. tortilis, jsou vysazovány ke zpevnění písků a proti erozi. Mnohé druhy akácií jsou významným zdrojem pastvy pro včely. Listy mnohých druhů akácií se používají jako krmivo pro dobytek, listy i plody některých druhů však obsahují kyanogenní glykosidy a mohou být jedovaté.